# Eckartsberga
Eckartsberga település Németországban, azon belül Szász-Anhalt tartományban. Lakosainak száma 2265 fő (2023. december 31.). Eckartsberga Bad Sulza és Buttstädt községekkel határos.

## Népesség
A település népességének változása:
| Lakosok száma | 2449 | 2410 | 2399 | 2302 | 2275 | 2265 |
|               | 2015 | 2017 | 2019 | 2021 | 2022 | 2023 |